# Atenor
Atenor (em mirandês Atanor) é uma povoação portuguesa do Município de Miranda do Douro que foi sede da extinta Freguesia de Atenor, freguesia que tinha 23,11 km² de área e 121 habitantes (2011), e, por isso, uma densidade populacional de 5,2 hab/km².
A Freguesia de Atenor foi extinta (agregada) pela reorganização administrativa de 2012/2013, tendo o seu território sido agregado ao da Freguesia de Sendim para criar a União de Freguesias de Sendim e Atenor.
A Freguesia de Atenor era composta por duas aldeias: Atenor e Teixeira

## População
| População da freguesia de Atenor | População da freguesia de Atenor | População da freguesia de Atenor | População da freguesia de Atenor | População da freguesia de Atenor | População da freguesia de Atenor | População da freguesia de Atenor | População da freguesia de Atenor | População da freguesia de Atenor | População da freguesia de Atenor | População da freguesia de Atenor | População da freguesia de Atenor | População da freguesia de Atenor | População da freguesia de Atenor | População da freguesia de Atenor |
| -------------------------------- | -------------------------------- | -------------------------------- | -------------------------------- | -------------------------------- | -------------------------------- | -------------------------------- | -------------------------------- | -------------------------------- | -------------------------------- | -------------------------------- | -------------------------------- | -------------------------------- | -------------------------------- | -------------------------------- |
| 1864                             | 1878                             | 1890                             | 1900                             | 1911                             | 1920                             | 1930                             | 1940                             | 1950                             | 1960                             | 1970                             | 1981                             | 1991                             | 2001                             | 2011                             |
| 340                              | 380                              | 375                              | 398                              | 469                              | 423                              | 429                              | 436                              | 410                              | 428                              | 293                              | 263                              | 205                              | 172                              | 121                              |

## Equipamentos
- Centro de Valorização do Burro de Miranda